# Chaingy
 Chaingy  es una población y comuna francesa, situada en la región de Centro, departamento de Loiret, en el distrito de Orléans y cantón de Meung-sur-Loire.

## Demografía
| 1466 | 1574 | 1896 | 2562 | 2641 | 2859 |
| Para los censos de 1962 a 1999 la población legal corresponde a la población sin duplicidades (Fuente: INSEE [Consultar]) |      |      |      |      |      |